# Issendorf
Issendorf ist ein Ortsteil des Fleckens Harsefeld im niedersächsischen Landkreis Stade.

## Geographie
Issendorf liegt an der Aue. In der Gemarkung liegt das Naturschutzgebiet Aueniederung und Nebentäler mit den zwei „Auebrücken“, die eine Überquerung von Aue und Moor ermöglichen. Die Rüstjer Forst begrenzt den Ortsteil im Norden.

### Nachbarorte
| Helmste  |                                             | Horneburg    |
|          | Kompassrose, die auf Nachbargemeinden zeigt | Bliedersdorf |
| Ohrensen | Harsefeld                                   |              |

## Geschichte

### Vor- und Frühgeschichte

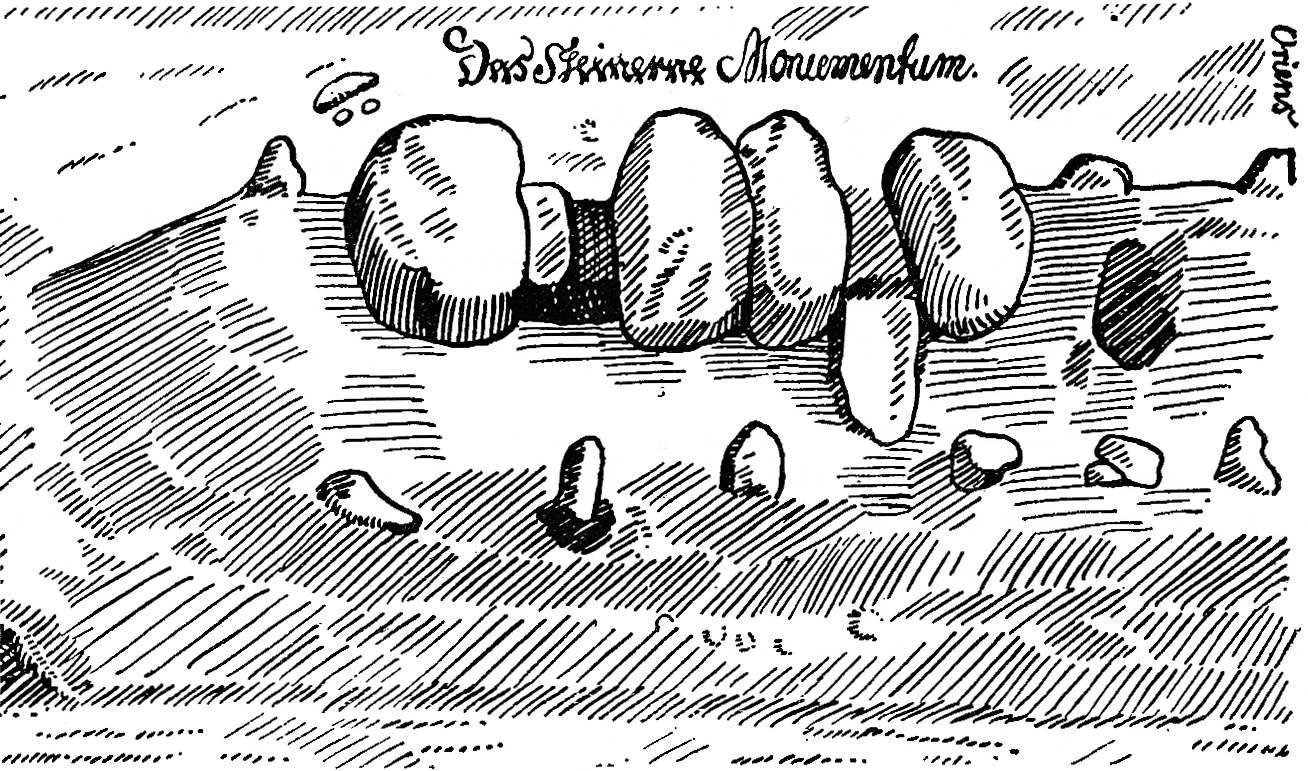
Zeichnung des Großsteingrabs Issendorf nach Martin Mushard.

Eine urgeschichtliche Besiedlung ist durch das Großsteingrab Issendorf belegbar.

### Regionale Angehörigkeit
Vor 1885 gehörte Issendorf zur Börde Bargstedt im Amt Harsefeld, nach 1885 zum Kreis Stade und seit 1932 zum jetzigen Landkreis Stade.
Von 1967 bis 1972 war Issendorf Mitgliedsgemeinde der alten und kleineren Samtgemeinde Harsefeld
Am 1. Juli 1972 wurde Issendorf in den Flecken Harsefeld eingegliedert. Harsefeld ging in der Samtgemeinde Harsefeld auf.

### Religion
Issendorf ist evangelisch-lutherisch geprägt und gehört zum Kirchspiel der Kirche St. Primus in Bargstedt.

## Kultur

### Sehenswürdigkeiten

#### Bauwerke
In der Liste der Baudenkmale in Harsefeld sind für Issendorf drei Baudenkmale eingetragen:
- Schmiedestraße 3: Wohnhaus (Ehem. Schule)
- Dorfstraße 21: Wohnhaus
- Horneburger Straße 16: Wohn-/Wirtschaftsgebäude

#### Vor- und frühgeschichtliche Großsteingräber
Östlich der Ortslage Issendorf befindet sich ein archäologischer Wanderpfad mit den Hünenbetten von Daudieck und über 50 bronzezeitlichen Hügelgräbern. Bei einem der Hügelgräber ist die im Hügelinneren eingebaute Steinkiste sichtbar. Der Deckstein der Steinkiste weist 27 eingearbeitete Schälchen auf.
2024 entdeckte Eva Nielandt an einem Feldrand bei Issendorf einen Schalenstein aus Granit. In Niedersachsen sind bislang nur 60 Schalensteine bekannt, davon 16 im Landkreis Stade. Der 400 kg schwere Issendorfer Schalenstein war erst kürzlich bei Feldarbeiten zu Tage getreten und wurde im Klosterpark am Museum Harsefeld positioniert.

### Vereinsleben
Issendorf hat ein sehr aktives Vereinsleben:
- Freiwillige Feuerwehr
- Schützenverein Issendorf von 1996 e. V.
- Tischtennis-Club Issendorf e. V. (TTC)
- Spielmannszug Issendorf von 2008 e. V.

Das Dorfgemeinschaftshaus und das Feuerwehrhaus wurden mit staatlicher Hilfe im Rahmen der Dorferneuerung renoviert.

## Persönlichkeiten
- Dirk Behrens, hat in Issendorf ein Atelier
- Issendorf ist Stammsitz des Adelsgeschlechts von Issendorff